# Něrechta (město)
Něrechta (rusky Нерехта) je město v Kostromské oblasti v Ruské federaci. Při sčítání lidu v roce 2010 měla bezmála třiadvacet tisíc obyvatel.

## Poloha a doprava
Něrechta leží na stejnojmenné říčce, přítoku Solonici v povodí Volhy. Od Kostromy, správního střediska oblasti, je vzdálena 46 kilometrů severovýchodně, bližší město je Volgorečensk 34 kilometrů východně od Něrechty.
Je zde železniční stanice na trati z Jaroslavle do Kostromy.

## Dějiny
První písemná zmínka je z roku 1214. Městem je Něrechta od roku 1778.